# Rue Jeanne-Marie-Célu
La rue Jeanne-Marie-Célu est une voie située dans le 4e arrondissement de Lyon, dans le quartier de La Croix-Rousse.

## Situation
La rue Célu se prend à l'angle de la rue d'Austerlitz et de la place Bellevue, elle descend en pente douce jusqu'à la place Saint Jacques au croisement de la rue Justin Godard. Elle remonte par un escalier et se termine rue Dumenge où elle est prolongée par la rue Dumont d'Urville.

## Origine du nom
La rue porte le nom de Jeanne-Marie Célu, fabricante de soie, épouse de Jacques Rey, propriétaire du terrain. Elle est née à Lyon (paroisse Saint-Pierre-Saint-Sathurnin) en août 1780 et décédée à la Croix-Rousse le 26 septembre 1846.

## Histoire
La rue a été dénommée rue Descorle entre 1849 et 1850, puis rue Manuel entre 1850 et 1852. Elle a changé de dénomination en 2014 et est devenue la rue Jeanne-Marie-Célu.